# Хамбургер, Майкл
Майкл Хамбургер или Хэмберджер (англ. Michael Peter Leopold Hamburger, 22 марта 1924, Берлин — 7 июня 2007, Миддлтон, Саффолк) — английский поэт, филолог-германист, переводчик. Писал на немецком и английском языках.

## Биография
Родился в еврейской семье, отец — врач-педиатр. Семья в 1933 эмигрировала из Германии.
Учился в Вестминстере и Оксфорде, познакомился с Диланом Томасом, Стивеном Спендером, Филипом Ларкином. Показывал свои первые переводы Элиоту и Герберту Риду. В 1943—1947 служил в Британской армии.
Позднее преподавал в Университетском колледже Лондона, университете Рединга, а также в университетах США. Путешествовал по Австрии, Германии, Италии, выучил итальянский, чтобы читать Данте. Жил в провинции. Дружил с Тедом Хьюзом и Винфридом Зебальдом. В романе последнего Кольца Сатурна (1998) Хамбургер выведен одним из персонажей.

## Творчество

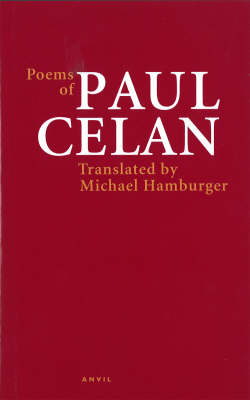
Книга избранных стихотворений Пауля Целана в переводах Майкла Хамбургера, 1990

Дебютировал в 1943 книгой переводов из Гёльдерлина. Как поэт испытал влияние Элиота и Целана. Автор более двадцати стихотворных сборников, литературно-критических статей, автобиографических сочинений. Переводил с французского, итальянского и немецкого языков. В его переводах были опубликованы произведения Бодлера, Бобровского, Брехта, Бюхнера, Гёльдерлина, Гёте, Гофмансталя, Грасса, Нелли Закс, Зебальда, Рильке, Тракля, Целана, Энценсбергера.

## Избранные произведения

### Стихи
- Flowering Cactus (1950)
- Weather and Season (1963)
- Collected Poems 1941—1994 (1995, переизд. 1999)
- Wild and Wounded (2004)
- Circling the Square (2007)

### Эссеистика и литературная критика
- Reason and Energy (1957)
- From Prophecy to Exorcism: the Premisses of Modern German Literature (1965)
- The Truth of Poetry; tensions in modern poetry from Baudelaire to the 1960’s (1969, переизд. 1996)
- Contraries; studies in German literature (1970)
- After the Second Flood: essays in modern German Literature (1986)

### Автобиографические сочинения
- A Mug’s Game (1975)
- String of Beginnings: Intermittent Memoirs 1924 to 1954 (1991)

## Публикации на русском языке
- Круговорот/ Пер. Викт. Топорова// Английская поэзия в русских переводах. XX век. М.: Радуга, 1984, с.516-519

## Признание
Лауреат Австрийской государственной премии за перевод (1987), Европейской премии Аристейон за переводы Целана (1990), премии Гёльдерлина (1991), премии Петрарки (1992), поэтической премии Хорста Бинека (2001) и др. Кавалер Ордена Британской империи (1992).